# فوقسونية
الفوقسونية (الاسم العلمي:Fucistia) هي فوق طائفة من الطلائعيات تتبع شعيبة الداكنات من شعبة الطحالب الداكنة.

## التصنيف
- فوق طائفة الفوقسونية
  - طائفة الطحالب البنية
    - تحت طائفة الفوقسانيات
      - رتبة الفوقسيات
        - الفصيلة الفوقسية
          - جنس الفوقس

  - الطائفة الذهبقانية
    - رتبة الذهبقيات
      - الفصيلة الذهبقية
        - جنس الذهبقاء
        - جنس الأربوغاء
        - جنس الذهصناء
        - جنس الجيروداء
        - جنس الذهويراء
        - جنس القطبعاء